# 小室金之助
小室 金之助（こむろ きんのすけ、1928年6月15日 - 2015年8月23日）は、法学者、弁護士、創価大学名誉教授・学長。専門は商法で、シェイクスピアや歌舞伎にも関心が深い。
東京都生まれ。東京開成中学校（旧制）、1951年早稲田大学法学部卒業、法学部副手、大学院特別研究生、司法修習生を経て、1957年東京弁護士会登録、71年創価大学教授、法学部長、大学院法学研究科長、副学長を経て、92年学長。2007年退職、名誉教授。1979年「会員権証券法論」で法学博士（早稲田大学）。2012年11月21日に相続事件の利益相反行為により1か月の業務停止処分を受けた。

## 著書
- 商法講義 総則・会社法 成文堂 1967
- 会員権 高価な権利を守る知恵 かんき出版 1977.12（かんきブック）
- 約束を守らせる知恵 売買・貸借・贈与・相続・結婚・扶養… かんき出版 1978.6
- 商法概説 商法総則・商行為法 成文堂 1979.1
- 商法概説 会社法 成文堂 1979.3
- 会員権証券法論 成文堂 1979.3
- 忠臣蔵の事件簿 東京書籍 1985.12（東書選書）
- 法律家シェイクスピア 1989.9（新潮選書）
- 有価証券法 桜井隆共著 第一法規出版 1991.5
- シェイクスピアの謎 法律家のみたシェイクスピア 三修社 1997.7 改題「法律家のみたシェイクスピア」
- 歌舞伎と六法 三修社 2003.12
- エッセンス商法 櫻井隆,黒木松男,加賀譲治共著 成文堂 2004.5

## 記念論集
- 現代企業法の諸問題 小室金之助教授還暦記念 奥島孝康ほか 成文堂 1996.5